# Louisine Havemeyer
Louisine Waldron Elder Havemeyer (ur. 28 lipca 1855 w Nowym Jorku, zm. 6 stycznia 1929 tamże) – amerykańska feministka, kolekcjonerka sztuki i filantropka. Razem z mężem Henrym Osborne’em Havemeyerem kolekcjonowała dzieła sztuki, które stały się częścią zbiorów Metropolitan Museum of Art.
Urodziła się 28 lipca 1855 w Nowym Jorku. Była córką kupca George’a W. Eldera i Matildy Adelaide Waldron, miała troje rodzeństwa. 22 sierpnia 1883 roku wyszła za zamożnego przemysłowca Henry’ego Osborna Havemeyera. Była mecenasem sztuki impresjonistycznej, wspierała m.in. Edgara Degasa i Mary Cassatt, z którą łączyła ją wieloletnia przyjaźń. Była aktywnie zaangażowana w ruch sufrażystek w Stanach Zjednoczonych. 